# Alobras
Alobras és un municipi de la comarca de la Comunitat de Terol, a la província de Terol, Aragó. És a les serres que formen el Sistema Ibèric.